# Chincholi
Chincholi (en canarés: ಚಿಂಚೋಲಿ ) es una ciudad de la India en el distrito de Gulbarga, estado de Karnataka.

## Geografía
Se encuentra a una altitud de 460 m s. n. m. a 588 km de la capital estatal, Bangalore, en la zona horaria UTC +5:30.

## Demografía
Según estimación 2011 contaba con una población de 25 407 habitantes.